# Bleivik-fundet
Bleivik-fundet betegner en fund af skeletdele gjort i 1952 i Bleivik ved Haugesund i Norge. Man fandt blandt andet kraniet men ikke bækkenpartiet, hvilket har givet usikkerhed om, skelettet stammer fra en mand eller en kvinde.
Skelettet er ved C14-datering bestemt til at være 8.350 år gammelt hvilket gør det til det ældste fund af mennesker i Norge.
Vedkommende var ca. 60 år gammel, da døden indtraf. Højden er beregnet til omkring 160 cm (hvis det er en mand, 156 cm hvis det er en kvinde). Kraniet er forholdsvis robust og med arkaiske træk, af Cro Magnon-type.
Næringsgrundlaget var jagt og fiskeri, og fundet blev da også gjort nær kysten på det, der da var havbund. Liget blev dækket af et ca. 60 cm tykt lag af ler, sand, gytje og sortbrun jord. Kun jordlaget er afsat, mens stedet lå over havoverfladen, de øvrige er havaflejringer.